# Armando Molero
Armando Segundo Molero (Maracaibo, 20 de enero de 1899-Maracaibo, 5 de febrero de 1971), fue un músico, cantante y productor venezolano, apodado El cantor de todos los tiempos.

## Biografía
Atraído precozmente por la interpretación musical y la vocalización, dio sus primeros pasos aprendiendo a tocar la guitarra en forma autodidacta. Desde sus comienzos desarrolló su inclinación por la música autóctona de su tierra, en especial valses, danzas y bambucos. Ya al final de la década de los años 20 consiguió ubicación como intérprete y cantante en la emisora de radio zuliana Ondas del Lago.